# Paroster extraordinarius
Paroster extraordinarius är en skalbaggsart som beskrevs av Leys, Roudnew och Watts 2010. Paroster extraordinarius ingår i släktet Paroster och familjen dykare. Inga underarter finns listade i Catalogue of Life.